# Clause de Martens
La clause de Martens a été introduite dans le préambule de la Convention de La Haye (II) concernant les lois et coutumes de la guerre sur terre de 1899.

## Contenu
La clause doit son nom à Frédéric Fromhold de Martens, délégué russe à la Conférence de La Haye de 1899 au cours de laquelle il a fait cette déclaration :

« En attendant qu'un code plus complet des lois de la guerre puisse être édicté, les Hautes Parties contractantes jugent opportun de constater que, dans les cas non compris dans les dispositions réglementaires adoptées par elles, les populations et les belligérants restent sous la sauvegarde et sous l'empire des principes du droit des gens, tels qu'ils résultent des usages établis entre nations civilisées, des lois de l'humanité et des exigences de la conscience publique. »

— Convention de La Haye (II) concernant les lois et coutumes de la guerre sur terre de 1899,
.
La clause apparaît dans des mots légèrement différents dans la Convention de La Haye (IV) concernant les lois et coutumes de la guerre sur terre de 1907 :

« En attendant qu'un Code plus complet des lois de la guerre puisse être édicté, les Hautes Parties contractantes jugent opportun de constater que, dans les cas non compris dans les dispositions réglementaires adoptées par Elles, les populations et les belligérants restent sous la sauvegarde et sous l'empire des principes du droit des gens, tels qu'ils résultent des usages établis entre nations civilisées, des lois de l'humanité et des exigences de la conscience publique. »

— Convention de La Haye (IV) concernant les lois et coutumes de la guerre sur terre, 18 octobre, 1907
.
La clause fut inscrite dans le traité à la suite d'un compromis dans le différend qui opposait les grandes puissances qui considéraient les franc-tireurs comme des combattants illégaux pouvant être exécutés et les États plus faibles qui soutenaient qu'ils devaient être considérés comme des combattants légitimes.
Rupert Ticehurst, professeur à la faculté de droit de King's College, Londres, écrit : 

« Les juristes spécialisés en droit humanitaire voient leur tâche compliquée par le fait qu'il n'existe aucune interprétation usuelle de la clause de Martens, et qu'ils sont, au contraire, confrontés à diverses interprétations plus ou moins larges. Dans son sens le plus restreint, la clause sert à rappeler que le droit international coutumier continue d'être applicable après l'adoption d'une norme conventionnelle. Selon une optique plus large, étant donné que peu de traités internationaux relatifs au droit des conflits armés sont complets, la clause de Martens stipule que tout ce qui n'est pas expressément interdit par un traité n'est pas pour autant autorisé. Quant à l'interprétation la plus large, elle veut que la conduite dans les conflits armés ne soit pas jugée uniquement selon les traités et la coutume, mais aussi selon les principes du droit international évoqués par la clause. »

La Cour internationale de justice (CIJ), dans son Avis consultatif sur la licéité de l'utilisation des armes nucléaires par un État dans un conflit armé du 8 juillet 1996, a dû prendre en compte les règles générales du droit des conflits armés avant d'appréhender la question spécifique de l'utilisation des armes nucléaires. Différentes interprétations de cette clause furent présentées à l'occasion des exposés écrits et oraux devant la CIJ. La CIJ, dans son avis consultatif, n'a pas fourni d'indications claires sur le sens à donner à la clause de Martens mais un certain nombre d'opinions dissidentes ont apporté des éléments d'interprétation intéressants.
Ticehurst note qu'en 1996, exactement comme en 1899 lorsque la Clause a été rédigée, il y eut un différend entre les grandes puissances (les puissances nucléaires) et les États plus faibles (qui ne possèdent pas d'arme nucléaire). Ces derniers défendant une interprétation expansive de la Clause, les puissances nucléaires étant plus restrictifs.
Ticehurst conclut que :

« En refusant de ratifier des traités ou de consentir au développement des règles coutumières correspondantes, les grandes puissances militaires peuvent exercer un contrôle sur la teneur du droit des conflits armés. Les autres États sont impuissants à interdire certaines technologies que possèdent les puissances militaires. (...) [L]a clause de Martens établit un moyen objectif de définir le droit naturel : les exigences de la conscience publique. Ceci enrichit considérablement le droit des conflits armés et permet à tous les États de participer à son développement. Les grandes puissances militaires n'ont cessé de s'opposer à l'influence du droit naturel sur le droit des conflits armés, bien qu'elles aient fait appel à ce même droit naturel pour les accusations de Nuremberg. Dans son avis consultatif, la CIJ n'a pas précisé dans quelle mesure la clause de Martens admettait que des notions de droit naturel influent sur l'évolution du droit des conflits armés. Si l'avis n'a donc pas clarifié ce que devrait être l'interprétation correcte de la clause, il a néanmoins donné lieu à un intéressant débat sur cet élément important — et souvent négligé — du droit des conflits armés. »

## Jurisprudence
Plusieurs tribunaux nationaux et internationaux ont pris en compte la Clause de Martens dans leurs jugements. Cependant, aucun n'a établi que les lois de l'humanité et les exigences de la conscience publique constituaient une règle en tant que telle. La Clause a servi plutôt comme une formulation générale des principes humanitaires ainsi que comme ligne directrice pour comprendre et interpréter les règles existantes du droit international humanitaire.
La Clause de Martens a été notamment citée dans les décisions judiciaires suivantes :
- Décision de la Cour Suprême de Norvège, 27 février 1946, procédure d'appel contre Karl-Hans Hermann Klinge (no), Gestapo[9]
- Décision du Tribunal militaire des États-Unis à Nuremberg, 10 février 1948 dans l'affaire États-Unis d'Amérique contre Krupp
- Décision de la Cour de Cassation des Pays-Bas, 12 janvier 1949, procès contre le SS Hanns Rauter
- Décision du Conseil de guerre de Bruxelles dans l'affaire K.W., 8 février 1950[10]
- Décision du Tribunal pénal international pour l'ex-Yougoslavie, 8 mars 1996, affaire Milan Martić (IT-95-11, décision IT-95-11-R61)
- Décision de la Cour constitutionnelle de Colombie, 18 mai 1995, à propos de la constitutionnalité du deuxième Protocole additionnel de 1977 aux Conventions de Genève de 1949 relatif à la protection des victimes des conflits armés non internationaux (décision C-225/95)
- Avis consultatif de la CIJ sur la licéité de l'utilisation des armes nucléaires par un État dans un conflit armé du 8 juillet 1996
- Jugement du Tribunal constitutionnel fédéral allemand, 26 octobre 2004, à propos de la compatibilité avec le droit international des expropriations dans l'ex-zone occupée par l'URSS entre 1945 et 1949 (BVerfG, 2 BvR 955/00)

## Lectures en langue anglaise
- Antonio Cassese. The Martens Clause: Half a Loaf or Simply Pie in the Sky?, 2000, Academy of European Law online, a joint partnership of the Jean Monnet Center at NYU School of Law and the Academy of European Law at the European University Institute.  (ISSN 0938-5428)
- Theodor Meron.The Martens Clause, Principles of Humanity, and Dictates of Public Conscience, The American Journal of International Law, Vol. 94, No. 1 (Jan., 2000), p. 78-89  (ISSN 0002-9300)
- Theodor Meron, On Custom and the Antecedents of the Martens Clause in Medieval and Renaissance Ordinances of War, Recht zwischen Umbruch und Bewahrung : Völkerrecht, Europarecht, Staatsrecht : Festschrift für Rudolf Bernhardt p. 173-177 (Ulrich Beyerlin et al., eds., 1995).
- Vladimir V. Pustogarov: The Martens Clause in International Law. In: Journal of the History of International Law. 1(2)/1999, Martinus Nijhoff Publishers, S. 125-135,  (ISSN 1388-199X)
- Ivan Shearer. The Future of Humanitarian Intervention: Rules of conduct during humanitarian interventions on the website of American Diplomacy